# Huang Kuan-ya
Huang Kuan-ya (黃寬雅T, Huáng KuānyǎP; 1º dicembre 1969) è un'ex cestista taiwanese.

## Carriera
Con Taiwan ha disputato i Campionati mondiali del 1994.